# Dekopon
Dekopon (デコポン?) este un fruct citric foarte dulce, fără semințe, fiind un hibrid între kiyomi și ponkan. Fructul a fost creat artificial într-o livadă experimentală a Ministerului Agriculturii din Japonia, prefectura Nagasaki, în 1972.
La început dekopon a fost numele de marcă al fructului, între timp ajungând să fie o nume de marcă generică. Numele generic este shiranui (不知火?).
Fructul a devenit din ce în ce mai iubit și în statul brazilian São Paulo, unde este cultivat mai ales de imigranți japonezi.
Dekopon-ul este relativ ușor de distins datorită gustului dulce, mărimii relativ mari și a "cocoașei" de pe partea superioară a fructului.
Numele este un cuvânt telescopat, provenind din deko (înseamnă „inegal” în japoneză) și „pon” (de la fructul „ponkan”).
Fructele sunt de obicei cultivate în sere unde poate fi menținută o temperatură constantă, și sunt culese în Japonia în ianuarie (iarnă în Japonia) iar în Brazilia între mai și septembrie. După ce au fost culese, fructele sunt lăsate să stea timp de 20-40 de zile, pentru ca nivelul acidului citric să scadă, iar nivelul zahărului să crească.

### Galerie foto

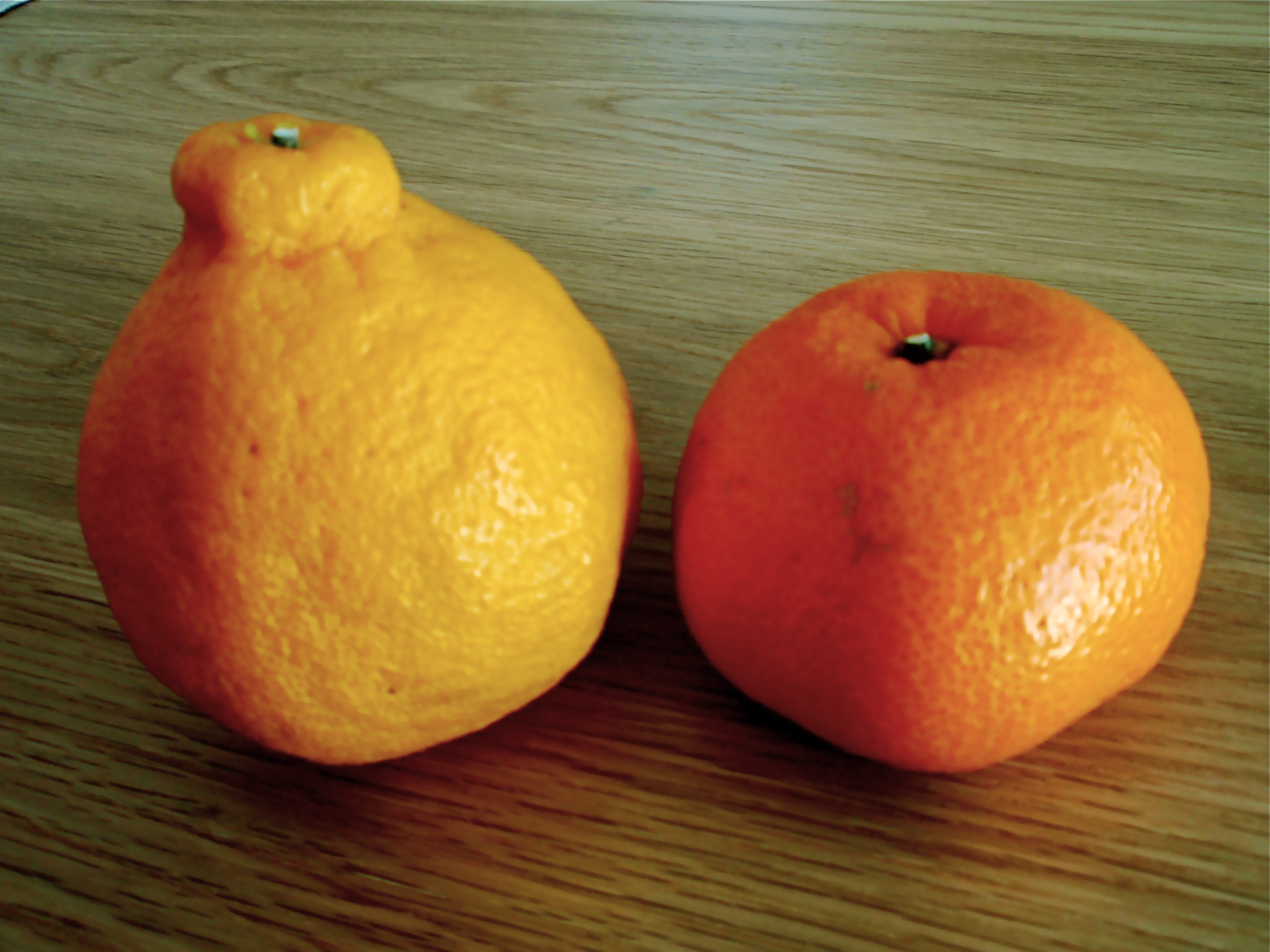
Dekopon şi mikan